# Burarra jezici
Burarra jezici, podskupina jezika šire skupine Gunwinggu, kojima govori oko 900 ljudi Sjevernom teritoriju na sjeveru Australije. Nekoć su vođeni kao posebna australska porodica koja obuhvaća 4 jezika, to su: burarra [bvr]; djeebbana [djj]; guragone [gge]; nakara [nck].
Najznačajniji među njima je jezik burarra s 400 do 600 govornika (1990 Schmidt), kojim govore i druga burarra plemena, Gunavidji čiji se jezik zove djeebbana, Guragone i Nakara.

## Vanjske poveznice
- Ethnologue (14th)
- Ethnologue (15th)